# Dusičnan methylamonný
Dusičnan methylamonný je sloučenina s chemickým vzorcem CH3NH3+NO3−. Je to výbušná sůl vznikající neutralizací methylaminu a kyseliny dusičné.
Dusičnan methylamonný byl poprvé využit jako výbušnina Němci během druhé světové války. Dusičnan methylamonný má podobné výbušné vlastnosti jako dusičnan amonný. Methylová skupina propůjčuje dusičnanu methylamonnému lepší výbušné vlastnosti.
Dusičnan methylamonný byl poté využit jako součást trhaviny Tovex od firmy DuPont, kdy do této výbušniny na bázi trinitrotoluenu byla přidána směs dusičnanu amonného a methylamonného. Dusičnan methylamonný byl brzy považován za možnou cestu jak získat levné trhaviny, který by mohl nahradit výbušniny na bázi nitroglycerinu.